# EPrix van Marrakesh 2016
De ePrix van Marrakesh 2016 werd gehouden op 12 november 2016 op het Circuit International Automobile Moulay El Hassan. Het was de tweede race van het seizoen en de eerste keer dat de ePrix van Marrakesh werd verreden. Tevens was het de eerste ePrix op het Afrikaanse continent.
De race werd gewonnen door Sébastien Buemi voor het team Renault e.Dams, zijn tweede overwinning op een rij. Sam Bird werd tweede voor DS Virgin Racing en Mahindra Racing Formula E Team-coureur Felix Rosenqvist maakte het podium in zijn tweede ePrix ooit compleet.

## Kwalificatie
| Pos                 | No | Coureur                | Team                           | Q1       | Q2        | Grid |
| ------------------- | -- | ---------------------- | ------------------------------ | -------- | --------- | ---- |
| 1                   | 19 | Felix Rosenqvist       | Mahindra Racing Formula E Team | 1:21.175 | 1:21.509  | 1    |
| 2                   | 9  | Sébastien Buemi        | Renault e.Dams                 | 1:21.350 | 1:21.546  | 7    |
| 3                   | 2  | Sam Bird               | DS Virgin Racing               | 1:21.392 | 1:21.686  | 2    |
| 4                   | 3  | Nelson Piquet jr.      | NextEV NIO                     | 1:21.651 | 1:23.879  | 3    |
| 5                   | 25 | Jean-Éric Vergne       | Techeetah                      | 1:20.993 | geen tijd | 4    |
| 6                   | 66 | Daniel Abt             | ABT Schaeffler Audi Sport      | 1:21.725 |           | 5    |
| 7                   | 8  | Nicolas Prost          | Renault e.Dams                 | 1:21.777 |           | 6    |
| 8                   | 88 | Oliver Turvey          | NextEV NIO                     | 1:21.853 |           | 8    |
| 9                   | 27 | Robin Frijns           | MS Amlin Andretti              | 1:21.912 |           | 9    |
| 10                  | 28 | António Félix da Costa | MS Amlin Andretti              | 1:22.073 |           | 10   |
| 11                  | 23 | Nick Heidfeld          | Mahindra Racing Formula E Team | 1:22.074 |           | 11   |
| 12                  | 11 | Lucas di Grassi        | ABT Schaeffler Audi Sport      | 1:22.081 |           | 12   |
| 13                  | 37 | José María López       | DS Virgin Racing               | 1:22.133 |           | 13   |
| 14                  | 5  | Maro Engel             | Venturi Formula E Team         | 1:22.236 |           | 14   |
| 15                  | 4  | Stéphane Sarrazin      | Venturi Formula E Team         | 1:22.270 |           | 15   |
| 16                  | 20 | Mitch Evans            | Panasonic Jaguar Racing        | 1:22.355 |           | 16   |
| 17                  | 7  | Jérôme d'Ambrosio      | Faraday Future Dragon Racing   | 1:22.681 |           | 17   |
| 18                  | 33 | Ma Qing Hua            | Techeetah                      | 1:23.248 |           | 18   |
| 19                  | 6  | Loïc Duval             | Faraday Future Dragon Racing   | 1:23.933 |           | 19   |
| 20                  | 47 | Adam Carroll           | Panasonic Jaguar Racing        | 1:25.695 |           | 20   |
| 110% tijd: 1:29.092 |    |                        |                                |          |           |      |

## Race
| Pos | No | Coureur                | Team                           | Rondes | Tijd/Oorzaak uitval | Grid | Punten |
| --- | -- | ---------------------- | ------------------------------ | ------ | ------------------- | ---- | ------ |
| 1   | 9  | Sébastien Buemi        | Renault e.Dams                 | 33     | 47:40.840           | 7    | 25     |
| 2   | 2  | Sam Bird               | DS Virgin Racing               | 33     | +2.457              | 2    | 18     |
| 3   | 19 | Felix Rosenqvist       | Mahindra Racing Formula E Team | 33     | +7.195              | 1    | 18     |
| 4   | 8  | Nicolas Prost          | Renault e.Dams                 | 33     | +11.586             | 6    | 12     |
| 5   | 11 | Lucas di Grassi        | ABT Schaeffler Audi Sport      | 33     | +13.771             | 12   | 10     |
| 6   | 66 | Daniel Abt             | ABT Schaeffler Audi Sport      | 33     | +18.233             | 5    | 8      |
| 7   | 88 | Oliver Turvey          | NextEV NIO                     | 33     | +21.710             | 8    | 6      |
| 8   | 25 | Jean-Éric Vergne       | Techeetah                      | 33     | +28.011             | 4    | 4      |
| 9   | 23 | Nick Heidfeld          | Mahindra Racing Formula E Team | 33     | +33.699             | 11   | 2      |
| 10  | 37 | José María López       | DS Virgin Racing               | 33     | +33.863             | 13   | 1      |
| 11  | 27 | Robin Frijns           | MS Amlin Andretti              | 33     | +37.092             | 9    |        |
| 12  | 4  | Stéphane Sarrazin      | Venturi Formula E Team         | 33     | +40.683             | 15   |        |
| 13  | 7  | Jérôme d'Ambrosio      | Faraday Future Dragon Racing   | 33     | +42.034             | 17   |        |
| 14  | 20 | Adam Carroll           | Panasonic Jaguar Racing        | 33     | +49.026             | 20   |        |
| 15  | 33 | Ma Qing Hua            | Techeetah                      | 33     | +50.433             | 18   |        |
| 16  | 3  | Nelson Piquet jr.      | NextEV NIO                     | 33     | +1:15.452           | 3    |        |
| 17  | 20 | Mitch Evans            | Panasonic Jaguar Racing        | 32     | +1 ronde            | 16   |        |
| 18  | 6  | Loïc Duval             | Faraday Future Dragon Racing   | 30     | +3 ronden           | 19   | 1      |
| DNF | 5  | Maro Engel             | Venturi Formula E Team         | 26     | Stuurwiel           | 14   |        |
| DNF | 28 | António Félix da Costa | MS Amlin Andretti              | 21     | Elektrisch          | 10   |        |

## Standen na de race

### Coureurs
| Positie | Rijder           | Team                           | Punten |
| ------- | ---------------- | ------------------------------ | ------ |
| 1       | Sébastien Buemi  | Renault e.Dams                 | 50     |
| 2       | Lucas di Grassi  | ABT Schaeffler Audi Sport      | 28     |
| 3       | Nicolas Prost    | Renault e.Dams                 | 24     |
| 4       | Felix Rosenqvist | Mahindra Racing Formula E Team | 19     |
| 5       | Sam Bird         | DS Virgin Racing               | 18     |

### Constructeurs
| Positie | Team                           | Punten |
| ------- | ------------------------------ | ------ |
| 1       | Renault e.Dams                 | 74     |
| 2       | ABT Schaeffler Audi Sport      | 36     |
| 3       | Mahindra Racing Formula E Team | 36     |
| 4       | DS Virgin Racing               | 19     |
| 5       | MS Amlin Andretti              | 18     |